# Laška vas pri Štorah
Laška vas pri Štorah is een plaats in Slovenië en maakt deel uit van de gemeente Štore in de NUTS-3-regio Podravska. De plaats telde 211 inwoners op 1 januari 2020.